# Saint-Uniac

Saint-Uniac este o comună în departamentul Ille-et-Vilaine, Franța. În 1 ianuarie 2022 avea o populație de 512 de locuitori.